# Have You Got Any Castles?
Have You Got Any Castles? és un curtmetratge de dibuixos animats, dirigit per Frank Tashlin el 1938.
Es tracta d'un curtmetratge de la sèrie Merrie Melodies, estrenat el 25 de juny de 1938, produït per Leon Schlesinger Productions i distribuït per Warner Bros. Està ambientat en una llibreria, i presenta una filera de gags basats en portades de llibres.

## Galeria
- La pel·lícula completa.